# Joanàs
Joannas és un municipi francès situat al departament de l'Ardecha i a la regió d'Alvèrnia-Roine-Alps. L'any 2007 tenia 331 habitants.

## Demografia

### Població
El 2007 la població de fet de Joannas era de 331 persones. Hi havia 160 famílies de les quals 52 eren unipersonals (20 homes vivint sols i 32 dones vivint soles), 60 parelles sense fills, 24 parelles amb fills i 24 famílies monoparentals amb fills.
La població ha evolucionat segons el següent gràfic:
Habitants censats

### Habitatges
El 2007 hi havia 294 habitatges, 156 eren l'habitatge principal de la família, 129 eren segones residències i 9 estaven desocupats. 257 eren cases i 28 eren apartaments. Dels 156 habitatges principals, 123 estaven ocupats pels seus propietaris, 31 estaven llogats i ocupats pels llogaters i 2 estaven cedits a títol gratuït; 6 tenien una cambra, 10 en tenien dues, 39 en tenien tres, 39 en tenien quatre i 62 en tenien cinc o més. 119 habitatges disposaven pel capbaix d'una plaça de pàrquing. A 75 habitatges hi havia un automòbil i a 60 n'hi havia dos o més.

### Piràmide de població
La piràmide de població per edats i sexe el 2009 era:
| Homes | Edats   | Dones |
| ----- | ------- | ----- |
| 0     | 95 o +  | 0     |
| 0     | 90 a 94 | 0     |
| 0     | 85 a 89 | 0     |
| 0     | 80 a 84 | 4     |
| 8     | 75 a 79 | 8     |
| 8     | 70 a 74 | 0     |
| 8     | 65 a 69 | 8     |
| 16    | 60 a 64 | 8     |
| 12    | 55 a 59 | 28    |
| 16    | 50 a 54 | 16    |
| 20    | 45 a 49 | 12    |
| 20    | 40 a 44 | 8     |
| 0     | 35 a 39 | 8     |
| 0     | 30 a 34 | 0     |
| 0     | 25 a 29 | 8     |
| 8     | 20 a 24 | 0     |
| 20    | 15 a 19 | 16    |
| 0     | 10 a 14 | 12    |
| 0     | 5 a 9   | 0     |
| 8     | 0 a 4   | 8     |

## Economia
El 2007 la població en edat de treballar era de 207 persones, 131 eren actives i 76 eren inactives. De les 131 persones actives 108 estaven ocupades (54 homes i 54 dones) i 23 estaven aturades (17 homes i 6 dones). De les 76 persones inactives 25 estaven jubilades, 21 estaven estudiant i 30 estaven classificades com a «altres inactius».

### Ingressos
El 2009 a Joannas hi havia 154 unitats fiscals que integraven 324 persones, la mediana anual d'ingressos fiscals per persona era de 14.576,5 €.

### Activitats econòmiques
Dels 17 establiments que hi havia el 2007, 3 eren d'empreses de construcció, 4 d'empreses de comerç i reparació d'automòbils, 1 d'una empresa de transport, 3 d'empreses d'hostatgeria i restauració, 1 d'una empresa de serveis, 3 d'entitats de l'administració pública i 2 d'empreses classificades com a «altres activitats de serveis».
Dels 4 establiments de servei als particulars que hi havia el 2009, 1 era un paleta, 2 lampisteries i 1 restaurant.
L'únic establiment comercial que hi havia el 2009 era una botiga de menys de 120 m².
L'any 2000 a Joannas hi havia 21 explotacions agrícoles.

## Equipaments sanitaris i escolars
El 2009 hi havia una escola elemental integrada dins d'un grup escolar amb les comunes properes formant una escola dispersa.

## Poblacions més properes
El següent diagrama mostra les poblacions més properes.